# Чемпионат Европы по футболу 2021 среди юношей до 19 лет
Чемпионат Европы по футболу 2021 среди юношей до 19 лет (англ. 2021 UEFA European Under-19 Championship) — отменённый чемпионат Европы по футболу среди юношей, который должен был стать 19-м розыгрышем чемпионата Европы по футболу среди юношей до 19 лет (и 69-м розыгрышем турнира с учётом юниорских турниров ФИФА, УЕФА и юношеского чемпионата Европы до 18 лет), который должен был пройти в Румынии в период с 30 июня по 13 июля 2021 года.
В феврале 2021 года исполнительный комитет УЕФА принял решение отменить турнир из-за сложностей в организации и правительственными ограничениями, связанными с пересечением границ государств в период пандемии COVID-19.

## Выбор места проведения
Хронология событий:
- 11 января 2019: стартовала процедура получения заявок от стран претендентов;
- 28 февраля 2019: крайний срок для оформления заявки от претендентов;
- 27 марта 2019: УЕФА объявил, что от 17 ассоциаций-членов были получены заявления о заинтересованности в проведении одного из финальных турниров национальных сборных УЕФА (чемпионат Европы среди юношей до 19 лет, чемпионат УЕФА среди девушек до 19 лет, чемпионат Европы среди юношей до 17 лет, чемпионат УЕФА среди женщин до 17 лет) в 2021 и 2022 годах, хотя не было указано, какая ассоциация была заинтересована в каком турнире;
- 28 июня 2019: подача тендерных досье;
- 24 сентября 2019: выбор принимающих ассоциаций исполнительным комитетом УЕФА на заседании в Любляне.

Для проведения финального турнира чемпионата Европы среди юношей до 19 лет в 2021 году принимающей стороной была выбрана Румыния.

## Квалификация
В отборочном турнире должны были сыграть 53 из 54 сборных команд-членов УЕФА, а сборная Румынии квалифицировалась в финальную часть автоматически в качестве хозяйки турнира. Отборочный турнир должен был состоять из двух раундов: «квалификационного» и «элитного». По итогам элитного раунда должны были определиться семь команд, которые вместе с Румынией должны были сыграть в финальной части турнира. Изначально планировалось провести квалификационный раунд осенью 2020 года, однако из-за пандемии COVID-19 УЕФА перенёс начало отборочного турнира на март 2021 года, а элитный раунд было решено заменить на матчи плей-офф, которые должны были пройти в мае 2021 года. В этом последнем раунде отбора должны были сыграть 13 победителей групп квалификационного раунда и команда с наивысшим рейтингом среди сборных до 19 лет, Португалия, которые и должны были определить участников финального турнира.
Отборочный турнир был запланирован на март 2021 года, однако впоследствии был отменён вместе с финальным турниром.

### Участники
Следующие команды квалифицировались для участия в финальной стадии турнира (впоследствии отменённого):
| Сборная | Метод квалификации | Участие | Последнее участие     | Лучший результат      |
| ------- | ------------------ | ------- | --------------------- | --------------------- |
| Румыния | Хозяйка            | 2-е     | 2011 (групповой этап) | Групповой этап (2011) |

## Стадионы
Финальную стадию турнира должны были принять четыре стадиона в Бухаресте, Волунтари и Плоешти.
| Город     | Стадион          | Вместимость |
| --------- | ---------------- | ----------- |
| Плоешти   | Илие Оанэ        | 15 073      |
| Бухарест  | Рапид Арена      | 14 047      |
| Бухарест  | Аркул де Трьюмф  | 8155        |
| Волунтари | Ангел Йордэнеску | 4518        |